# Stradomia (przystanek kolejowy)
Stradomia – przystanek kolejowy w Stradomi Wierzchniej, w województwie dolnośląskim, w Polsce. Znajduje się na linii 181. Herby Nowe – Oleśnica. Ruch pasażerski jest zawieszony.

## Współcześnie
W roku 2011 przez teren stacji Stradomia przejeżdżały dwa pociągi specjalne:
- relacji Wrocław – Syców (9.04.2011r.)[2]
- relacji Wrocław – Wieluń (17.09.2011r.)

Dnia 9 kwietnia 2011 roku miał miejsce przejazd pociągu specjalnego 67203 relacji Wrocław Główny – Syców, z okazji 140-lecia linii kolejowej nr 181. Skład pociągu prowadziła lokomotywa spalinowa SM42-616, w tym 3 zabytkowe wagony towarowe oraz 3 osobowe. Natomiast 17 września 2011r. odbył się przejazd pociągu specjalnego 67203/2 relacji Wrocław Mikołajów – Oleśnica – Syców – Kępno – Wieruszów Miasto – Wieluń Dąbrowa. W skład pociągu wchodziła lokomotywa spalinowa EMD JT42CWRM należąca do przewoźnika Freightliner PL, która ciągła 5 współczesnych wagonów osobowych typu 111A, 3 osobowe historyczne typu Bi, 4 zabytkowe wagony towarowe oraz tzw. salonkę. Organizatorem przejazdu był Klub Sympatyków Kolei z Wrocławia oraz samorządy leżące przy linii kolejowej nr 181.
W trakcie jest proces mający na celu przywrócenie pociągów pasażerskich relacji Wieluń – Wrocław Główny, z wykorzystaniem nieczynnego od 2002 roku odcinka linii kolejowej nr 181 Kępno – Oleśnica, przez Syców.